# William Fletcher
William Fletcher est un rameur britannique, né le 24 décembre 1989.

## Palmarès

### Championnats du monde
- 2013, à Chungju ( Corée du Sud)
  -  Médaille de bronze en Quatre de pointe poids légers

### Championnats d'Europe
- 2012, à Varèse ( Italie)
  -  Médaille d'argent en Quatre de pointe poids légers
- 2015, à Poznań ( Pologne)
  -  Médaille d'argent en Deux de couple poids légers